# Jack Kerris
John Edward Kerris, detto Jack (Chicago, 30 gennaio 1925 – Fort Wayne, 4 dicembre 1983), è stato un cestista statunitense, professionista nella NBA.

## Carriera
Venne selezionato dai Chicago Stags al secondo giro del Draft BAA 1949 (20ª scelta assoluta).